# Cupressus chengiana
Cupressus chengiana ist eine Pflanzenart aus der Familie der Zypressengewächse (Cupressaceae). Sie ist in Zentral-China heimisch.

## Beschreibung
Cupressus chengiana wächst als immergrüner Baum der Wuchshöhen von bis zu 30 Meter und Brusthöhendurchmesser von bis zu 1 Meter erreichen kann. Die dicht stehenden, bleistiftförmigen Zweige werden 1,2 bis 2 Millimeter dick. Sie gehen gerade, aufsteigend oder absteigend, jedoch niemals hängend von den Ästen ab.
Die schuppenartigen und gebogenen Blätter werden 1 bis 1,5 Millimeter groß und sind stumpf grün gefärbt. Die Blattspitzen sind stumpf. Auf der Blattunterseite befindet sich zentral eine auffällige, häufig dunkler gefärbte Drüse.
Die männlichen Blütenzapfen werden 2 bis 4 Millimeter groß und enthalten zwölf bis 16 Mikrosporophylle. Die Zapfen sind bei einem Durchmesser von rund 1,2 bis 2 Zentimetern kugelig oder länglich-eiförmig geformt. Zur Reife hin sind sie braun oder rötlich braun gefärbt. Sie bestehen aus acht bis 14 Zapfenschuppen, von denen jede mehrere Samenkörner trägt. Die flachen Samen sind bei einer Länge von 3 bis 5 Millimeter und einer Breite von 2 bis 4 Millimeter dreieckig bis eiförmig geformt.
Die Chromosomenzahl beträgt 2n = 22.

## Verbreitung und Standort
Das natürliche Verbreitungsgebiet von Cupressus chengiana liegt in China. Man findet sie dort in Süd-Gansu sowie in Nord- und West-Sichuan.
Cupressus chengiana gedeiht in Höhenlagen von 800 bis 2900 Metern. Sie wächst dort vor allem an Berghängen und in Gebirgstälern.

## Systematik
Die Erstbeschreibung als Cupressus chengiana erfolgte 1964 durch Shiu Ying Hu in Taiwania 10, S. 57. Ein Synonym für Cupressus chengiana S.Y. Hu ist Chamaecyparis chengiana (S.Y. Hu) Gaussen.
Die Art wird in zwei Unterarten unterteilt. Diese werden teilweise auch als Varietäten angesehen:
- Cupressus chengiana subsp. chengiana (Syn.: Cupressus chengiana subsp. kansouensis (Silba) Silba)[4] ist die Nominatform. Ihre Zapfen bestehen aus acht bis zehn Zapfenschuppen. Sie ist im gesamten Verbreitungsgebiet zu finden.[5]
- Cupressus chengiana subsp. jiangeensis (N.Zhao) Silba. Ihre Zapfen bestehen aus zehn bis 14 Zapfenschuppen.[6] Von dieser Unterart ist nur mehr ein Baum in Sichuan bekannt.[7]

## Gefährdung und Schutz
Cupressus chengiana wird in der Roten Liste der IUCN als „gefährdet“ geführt. Als Hauptgefährdungsgrund wird die Übernutzung und die damit einhergehende Verbuschung der Wälder genannt. Die Unterart jiangeensis wird als „vom Aussterben bedroht“ gelistet da ihr Bestand nur mehr aus einem einzigen Baum besteht. Es wird bei beiden Einträgen jedoch darauf hingewiesen, dass eine erneute Überprüfung der Gefährdung notwendig ist.